# Naturhistorisches Museum der Stadt Isfahan
Das naturhistorische Museum der Stadt Isfahan befindet sich in einem Gebäude aus der Timuriden-Ära im 15. Jahrhundert. Das Gebäude hat große Hallen und eine Veranda, die mit Muqarnas und Stuck dekoriert wurde.
Das Museum hat 7 Abteilungen:
- Führungsabteilung
- Abteilung für wirbellose Tiere
- Botanische Abteilung
- Geologische Abteilung
- Abteilung für physische Geographie und Karten
- Abteilung für Wirbeltiere
- Abteilung für Lehrmittel